# 12e régiment de zouaves
Pour les articles homonymes, voir 12e régiment.
Le 12e régiment de zouaves (12e RZ) est un régiment de zouaves de l'armée française au cours de la Seconde Guerre mondiale.

## Création et différentes dénominations
- septembre 1939 : création du 12e régiment de zouaves
- juin 1940 : dissolution

## Chefs de corps
Colonel Tissané

## Historique
Le 10 mai 1940, le 12e régiment de zouaves est commandé par le colonel Tissané et fait partie de la 3e division d'infanterie nord-africaine, affectée depuis avril au renforcement du secteur de Mouzon (secteur fortifié de Montmédy).

## Drapeau du régiment
Son drapeau ne porte aucune inscriptions.